# Laura E. Flores
Laura Elena Flores Herrera (sinh năm 1968) là một chính trị gia Panama đã là Đại diện thường trực của đất nước cho Liên Hợp Quốc kể từ tháng 9 năm 2014.

## Cuộc sống và giáo dục
Flores sinh năm 1968 và lớn lên ở Panama. Ông của bà là thành viên của đoàn đại biểu đầu tiên của Panama đến Liên Hợp Quốc năm 1946. Bà có bằng Cử nhân Kinh tế và Quan hệ Quốc tế của Đại học Brown và bằng MBA của Trường Kinh doanh Haas tại Đại học California, Berkeley.

## Sự nghiệp
Flores làm việc tại Washington, DC tại Học viện Phát triển Giáo dục từ năm 1995 đến năm 1997. Bà trở về Panama, làm việc tại Cơ quan Quản lý Vùng Viễn liên từ 1995 đến 1997 và Bộ Thương mại và Công nghiệp vào năm 1998 và 1999.
Flores là Giám đốc Điều hành Sáng kiến Kinh doanh của Viện Nghiên cứu Nhiệt đới Smithsonian từ năm 1999 đến năm 2002, và sau đó làm việc cho Quỹ Quốc tế Bảo vệ Thiên nhiên từ năm 2002 đến năm 2006.
Flores là Trợ lý Đại diện cho Quỹ Dân số Liên Hợp Quốc tại Panama từ năm 2006 đến năm 2014. Bà được bổ nhiệm làm Đại diện thường trực Panama của Liên Hợp Quốc bởi Chủ tịch Juan Carlos Varela vào ngày 4 tháng 9 năm 2014. Bà đồng sáng lập Câu lạc bộ Trẻ em Đại sứ, một mạng lưới mang Đại sứ Liên Hợp Quốc đến với nhau xung quanh ngày chơi cho con cái của họ. Bà là người ủng hộ bình đẳng giới.

## Cuộc sống cá nhân
Flores đã ly dị và có con trai.